# 마담 버터플라이
마담 버터플라이(Harakiri, Madame Butterfly)는 미국에서 제작된 프리츠 랑 감독의 1919년 드라마 영화이다. 릴 다고버 등이 주연으로 출연하였고 에리히 포머 등이 제작에 참여하였다.

## 출연

### 주연
- 릴 다고버

### 조연
- 게오그 존
- 루돌프 레팅거

## 제작진
- 원작자: John Luther Long
- 미술: Heinrich Umlauff